# Szuha
Szuha is een plaats (község) en gemeente in het Hongaarse comitaat Nógrád. Szuha telt 743 inwoners (2001).